# Ruggero de Ventimiglia

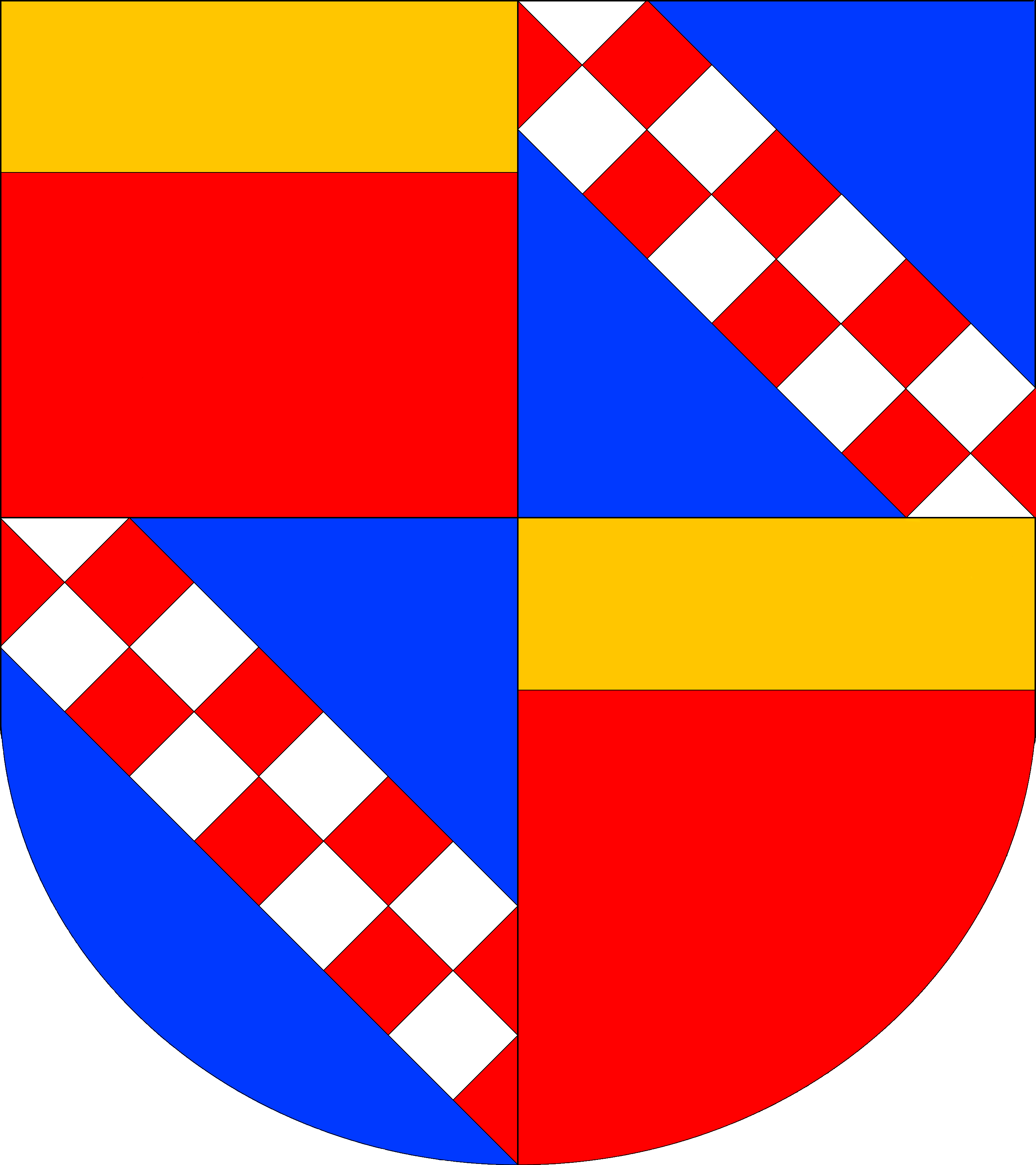
Escudo de armas del marqués de Irache: casa de Ventimiglia combinado con la casa de Altavilla, desde 1433.

Luigi Ruggero I de Ventimiglia Marchese (*10 de septiembre de 1670 Palermo, †7 de septiembre de 1698 Palermo), fue un noble siciliano de la casa de Ventimiglia, hijo de Giovanni IV de Ventimiglia y de su esposa doña Felice Marchese Speciale, señora de ambas casas y III princesa de la Escaletta. 

## Títulos
- XV marqués de Irache.[2]
- XXIX conde de Geraci.
- VIII príncipe de Castelbuono.
- Barón de Castellammare del Golfo, de Pumo, de Pollina e San Mauro.
- Caballero de Malta.

## Biografía
LLevó una vida dedicada al estudio, sobresaliendo en la sociedad messinesa entre los eruditos contemporáneos, entre los que podemos citar al literato Vincenzo Bonaiuto, Lucio Bonanno (duque de Floridia), Francesco Mirabelli, etc.
Docto en letras, matemáticas y astrología - siguiendo la gran escuela de los científicos Francesco Maurolico y Giovanni Alfonso Borelli muy próximos a la Casa Ventimiglia - entre sus obras han llegado hasta nosotros: Enodationes duodecim problematum a Geometra post tabulam latentem propositorum, Genova 1690; Geometram quaero, Palermo 1692 y Confutatione della genealogia de' conti de Geraci addotta dal Pirri nella cronologia de' re de Sicilia l’anno 1644, Venezia 1692. Dedica el gran matemático Saccheri al príncipe de veinte años: G. Saccheri, Quaesita geometrica a comite Rugerio de Vigintimilliis omnibus proposita, Milano, 1693.
Colaboró en Madrid con los mejores matemáticos de la época. Como Jacobo Kresa y Antonio Hugo de Omerique. Este último - como  el Kresa en su obra - incluyó algunos ensayos de Ventimiglia en su gran trabajo: Analysis geometrica siue noua et uera methodus resoluendi tam problemata Geometrica quam arithmeticas quaestiones, recibiendo elogios de Isaac Newton; en carta, escrita hacia 1699, Newton escribe: 
Señor: he examinado el Analysis Geométrica de Homerique y lo considero una obra juiciosa y de valor que corresponde a su título, porque expone en la forma más sencilla el método de restaurar el Análisis de los antiguos, que es más sencillo y más ingenioso y más a propósito para un geómetra que el Álgebra de los modernos. Así, su método le conduce generalmente a resoluciones más sencillas y elegantes que aquellas otras obtenidas por el Álgebra.

### Pleitos de los principados de Valdina y de Castelbuono
El príncipe Ruggero entró en el juicio por la sucesión al principado de Valdina. Parece que solo se reconoció al marques de Geraci el patrocinio sobre la Prelatura Valdina de Roma, dotado del inmenso patrimonio del príncipe Giovanni Valdina en su testamento de 1688. El príncipe Giovanni Valdina se exilió en Génova de 1676 a 1688, por las acusaciones de traición pro-francesa después del levantamiento de Messina. Murió en 1692 sin hijos legítimos, dejando solo a su hermana Anna Maddalena viva, monja y desheredada por su padre. A pesar de eso, presentó una demanda contra Ruggero y otros primos reclamando "su" herencia, para recuperar la posesión de la Prelatura Valdina, que ahora pertenecía a la Iglesia.
Borelli had contacts with other sections of the Sicilian aristocracy. Later in 1676, Spanish authorities tried to arrest some of the nobles suspected ofbeing in contact with the French. Among them were the Ventimiglia and Valdina families. The Prince of Valdina, Giovanni Valdina, managed to escape to Genoa, whence he corresponded with Borelli, who clumsily tried to obtain from him financial support for the war.
Una causa particular opuso Anna a Ruggero por los feudos, próximos a Corleone, de Imbriaca, Garardello y Galardo (357 hectáreas de cultivos). Otro pleito estaba relacionado con el título hereditario de Maestro Notario de la Gran Corte de Sicilia, reclamado por el jurista Giovanni Battista de Valdina, hijo ilegítimo del príncipe Giovanni de Valdina.
En este contexto es posible ubicar el desafío de Ruggero con su primo Rodrigo Ventimiglia del Bosco, duque de Misilmeri, hijo del príncipe de Cattolica y también descendiente de los Valdina, quince años mayor que Ruggero de Ventimiglia, de dieciocho años. El asesinato de su primo llevó al exilio de Ruggero en Malta, alrededor de los años 1688-1690.
En 1689 don Blasco - hermano de Ruggero - tomó por esposa a su sobrina Felice de Ventimiglia Pignatelli (†5 de enero de 1709), señora de Nissoria, Bonalbergo, Rappisi, Gantieri, Baruni y de la Foresta de Troina, hija de su hermano Francesco Roderico IV de Ventimiglia, XII marqués de Irache. 
Don Blasco murió habiendo dispuesto en su último testamento de 26 de julio de 1691 que suceda en los estados el póstumo o póstuma, varón o hembra, que naciese de doña Felix de Ventimiglia, su sobrina y esposa. En el mismo testamento especifica que a falta de tales hijos póstumos deje a Ruggero de Ventimiglia Marchese, su hermano menor, como heredero universal no solo de todos los estados y haciendas, si no también de los demás bienes de doña Felix, sin hacer más mención de su viuda. 
Pero en la fecha de los acontecimientos, doña Felix no podía tener descendencia, ya que aún no contaba los 11 años de edad: nuevamente, el pleito estaba servido. Y así, el virrey recibió casi simultáneamente dos memoriales distintos, procedentes de doña Felix y de don Ruggero de Ventimiglia Marchese, sobrina y tío, ambos reclamando su mejor derecho.
Entre tanto, Felice de Ventimiglia y Pignatelli casó nuevamente, esta vez con Urbano Barberini, IV príncipe de Palestrina, hijo de Maffeo Barberini y de Olimpia Justiniani.
Dado que en las alegaciones del memorial de sucesión presentado por doña Felice figura ya como princesa de Palestrina, sabemos con seguridad que dichos memoriales sucesorios se presentaron en fecha posterior al 25 de agosto de 1693, fecha en que se firmó las capitulaciones matrimoniales con Urbano Barberini, príncipe de Palestrina.
Felice era su primera esposa y sobrina carnal y Ruggero era hermano del difunto don Blasco. Finalmente, fue este último, Ruggero de Ventimiglia, XV marqués de Irache, al que los tribunales concedieron mejor derecho para heredar el marquesado de Irache.
Ruggero perteneció a la Accademia degli Assetati de Napoli, adoptando el alias de Insensibile. Murió joven, con solo 28 años, tras haber administrado prudentemente el estado de Geraci.

## Línea de sucesión en elmarquesado de Irache
| Predecesor: Blasco de Ventimiglia Marchese | Casa de Ventimiglia 1691-1698 | Sucesor: Girólamo de Ventimiglia Spadafora |